# Gaz de France Stars 2005
Il Gaz de France Stars 2005 è stato un torneo di tennis giocato sul sintentico indoor. È stata la 2ª edizione del Gaz de France Stars, che fa parte della categoria Tier III nell'ambito del WTA Tour 2005. Si è giocato a Hasselt in Belgio, dal 24 al 30 ottobre 2005.

## Campionesse

### Singolare
Kim Clijsters ha battuto in finale  Francesca Schiavone con il punteggio di 6–2, 6–3

### Doppio
Émilie Loit /  Katarina Srebotnik hanno battuto in finale  Michaëlla Krajicek /  Ágnes Szávay con il punteggio di 6–3, 6–4